# Liste d'élections en 1809
Chronologie des élections
- 1805
- 1806
- 1807
- 1808
- 1809
- 1810
- 1811
- 1812
- 1813

Cet article recense les élections organisées durant l'année 1809.

Dans les premières années du XIXe siècle, seuls deux pays organisent des élections nationales : le Royaume-Uni et les États-Unis.

## Élections nationales en 1809
| Date                       | État       | Élection ou référendum                    | Contexte | Résultat |
| -------------------------- | ---------- | ----------------------------------------- | -------- | --- |
| 26 avril 1808 - 5 mai 1809 | États-Unis | Législatives (chambre (en) et sénat (en)) |          | Le Parti républicain-démocrate (antifédéraliste, républicain (en)), du nouveau président James Madison, conserve la majorité absolue des sièges dans les deux chambres. |